# نفس

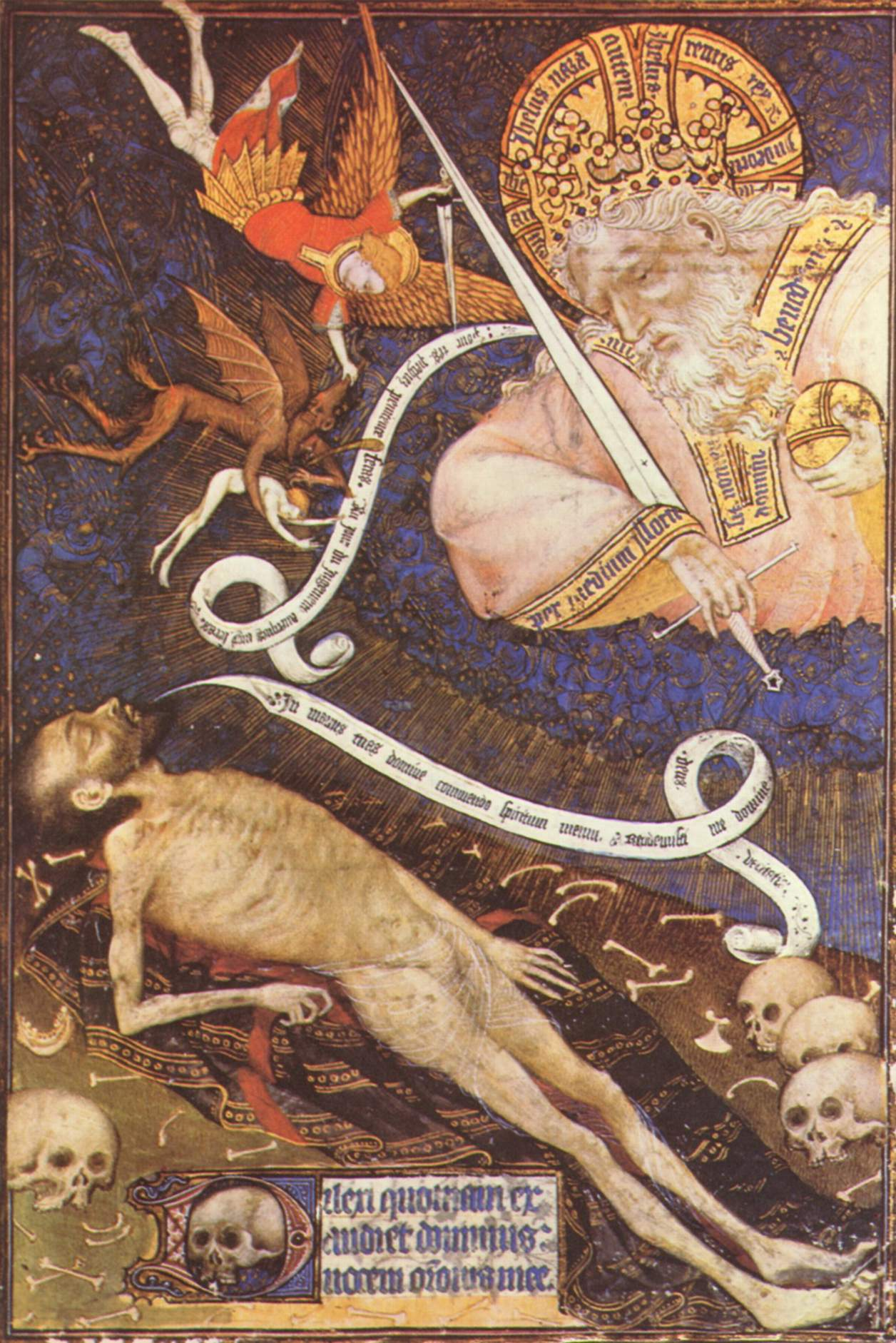

النفس لغوياً لها أكثر من تعريف فهي تعني الروح أو الدم أو الجسد أو الحس، ونفس الشيء بمعنى عينه. يوجد اختلاف في الثقافات وحتى في نفس علم النفس، وقال بعض العلماء بأنها ذلك النشاط الذي يميز الكائن الحي ويسيطر على حركاته. فسرها البعض بأنها القوة الخفية التي يحيا بها الإنسان. عرفها فريق بأنها وظيفة العقل والجهاز العصبي أو محرك أوجه نشاط الإنسان المعرفية والانفعالية والسلوكية والعقلية.
وهناك رأي لغوي في محيط المحيط أن كلمة نفس مذكر ومؤنث في نفس الوقت فكلمة نفس المذكرة تعني الإنسان كاملاً جسداً وروحاً أما نفس المؤنثة فهي الروح وزبدة القول هي أن النفس لم يعرف لها تعريف دقيق ما هي ولا أين توجد لا يوجد يقين عنها ولكن أرجح الظن أنها اتصال بين الجسد والروح.
الحقيقة أن لكل مدرسة في علم النفس تعريف فالسلوكية تقول أن العلم معرفة مادية فلا نستطيع أن ندرس النفس فهي تدرس النشاط الخارجي، أما التحليل النفسي فتفرض وجود مناطق وتقسيمات افتراضية كاللاوعي ورأي ميثلوجي أي أسطوري يقول أن كلمة سيكي معناها نفس في الأساطير الرومانية تعني محبوبة الإله كيوبيد وسيكي إمرأة جميلة جداً كانت تكرهها فينوس إلهة الحب كانت تغار منها فبعثت ابنها كيوبيد إله الحب لتقع سيكسي في الحب مع أبشع رجل في العالم ولكنه وقع في الحب فأخذها إلى قصر منعزل حيث يزورها في الليل غير مرئي أو معروف من قبل سيكي وكان قد اشترط عليها أن لا تنظر إلى وجهه ولكنها خالفته فنظرت إليه وهو نائم فخرج من عندها بلا عودة. فطافت وراءه العالم ووجدته بعد عناء ورحلات طويلة قام جوبيتر بجعلها سرمدية خالدة رأي للدكتور مصطفى محمود في حوار مع صديقي الملحد بطبيعة الإنسان الثنائية المادية والروح المادية هي جسد الإنسان ونفسه الحيوانية والجسد يتكون من أجهزة وأعضاء وحواس وأما النفس الحيوانية فهي شريط من غرائز وعواطف انفعالات ومخاوف مسرحها الدماغ حيث الطبيعة المادية تتعرض للتغير والمرض والقياس. طبيعة روحية دائمة لا زمانية أو مكانية، تتكون من العقل والأنا والحس الأخلاقي والحس الجمالي.
ومن نافلة القول، أن قال ديكارت الفيلسوف الفرنسي أن النفس موجودة في الدماغ، بينما قال أفلاطون أن هناك ثلاثة أنفس للإنسان الشهوانية، العاقلة والمريدة وورد في القرآن الكريم ثلاثة أنفس الأمارة بالسوء واللوامة والمطمئنة، قال بعض العلماء أنها نشاط كهربي كامن تتولد في الجسم.